# Canton de Lagor
Le canton de Lagor est une ancienne division administrative française, située dans le département des Pyrénées-Atlantiques et la région Aquitaine.

## Composition
Le canton regroupe 17 communes et une part de Lacq:
- Abidos
- Bésingrand
- Biron
- Castetner
- Laà-Mondrans
- Lacq (Canton de Lagor) (à l'exception d'Audéjos)
- Lagor
- Loubieng
- Maslacq
- Mont
- Mourenx
- Noguères
- Os-Marsillon
- Ozenx-Montestrucq
- Sarpourenx
- Sauvelade
- Vielleségure.

## Histoire
- En 1790[1], Lagor était le chef-lieu d'un canton composé des communes du canton actuel, augmenté de trois hameaux de Mont, Arance, Gouze et Lendresse, et d'Argagnon et diminué de Biron, Laà-Mondrans, Loubieng et Ozenx-Montestrucq.

- De 1833 à 1848, les cantons d'Arthez et de Lagor avaient le même conseiller général. Le nombre de conseillers généraux était limité à 30 par département[2].

## Représentation

### Conseillers généraux de 1833 à 2015
| Période               | Identité                         | Parti                     | Qualité |
| --------------------- | -------------------------------- | ------------------------- | --- |
| 1833-1837 (démission) | Pierre-Joseph Hénaut             | Majorité ministérielle    | Ancien officier, capitaine de la Garde nationale Propriétaire à Orthez et à Laà-Mondrans Nommé Sous-Préfet de Bayonne en mars 1837                                                       |
| 1837-1855 (décès)     | Raymond Planté                   | Majorité dynastique       | Propriétaire, maire d'Orthez, député au Corps Législatif (1852-1855) |
| 1855-1869 (décès)     | Comte Charles de Barbotan        |                           | Propriétaire à Pau |
| 1869-1880             | Adrien Planté (fils de R.Planté) | Droite Bonapartiste       | Avocat, magistrat Député (1877-1878) |
| 1880-1886             | Eugène Barthe                    | Républicain               | Avocat |
| 1886-1907 (décès)     | Henri Lagoardette                | Républicain               | Avocat |
| 1907-1917 (décès)     | Léon de Dufourcq                 |                           | Ingénieur des Arts et Manufactures Propriétaire à Mont |
| 1917-1934             | Paul Forsans                     | RG                        | Négociant en vins à Bordeaux Président de l'Union des Intérêts Économiques (patronat français) (1910-1920), Lagor                                                                        |
| 1934-1940             | Samuel de Lestapis               | Rad.ind.-URD              | Directeur général de la Société des agriculteurs de France Député (1935-1942) Nommé membre de la Commission administrative départementale en 1941 Nommé conseiller départemental en 1943 |
|                       |                                  |                           | |
| 1945-1949             | Edmond Mousquès                  | Rad.                      | Maire de Laà-Mondrans |
| 1949-1961             | Charles Darricau                 | DVD                       | Maire de Maslacq (1945-1971) |
| 1961-1992             | Félicien Prué (1913-2007)        | SFIO puis DVD puis UDF-PR | Instituteur Maire d'Abidos |
| 1992-2002 (démission) | David Habib                      | PS                        | Cadre d'entreprise Suppléant d'André Labarrère de 1988 à 2002 Député depuis 2002 Maire de Mourenx (1995-2014) Président de la communauté de communes de Lacq                             |
| 6 octobre 2002-2015   | Jacques Cassiau-Haurie           | PS                        | Directeur de laboratoire Maire de Biron (1989-2020) Président de la communauté de communes de Lagor                                                                                      |

### Conseillers d'arrondissement (de 1833 à 1940)
Le canton de Lagor appartenait à l'arrondissement d'Orthez jusqu'à sa disparition en 1926.
| Période                                  | Période | Identité                      | Étiquette   | Qualité |
| ---------------------------------------- | ------- | ----------------------------- | ----------- | --- |
| 1833                                     | 1848    | François Campagne (1770-1858) |             | Président du Tribunal civil d'Orthez                                                                        |
|                                          |         |                               |             | |
| 1886                                     | 1901    | M. Dufau-Gentien              | Républicain | |
| 1901                                     |         | Gustave-Michel Dahetze        |             | Instituteur, maire d'Ozenx                                                                                  |
|                                          |         |                               |             | |
| 1919                                     |         | M. Trédieu-Durand             | RG          | Propriétaire à Biron                                                                                        |
|                                          | 1940    | Jean-Calixte Labrit           | Républicain | Notaire, maire de Lagor, suppléant du juge de paix                                                          |
| 1940                                     |         |                               |             | Les conseils d'arrondissement ont été suspendus par la loi du 12 octobre 1940 et n'ont jamais été réactivés |
| Les données manquantes sont à compléter. |         |                               |             | |

## Démographie
| 1962 | 1968 | 1975 | 1982 | 1990   | 1999   | 2006   | 2011   | 2012   |
| ---- | ---- | ---- | ---- | ------ | ------ | ------ | ------ | ------ |
| -    | -    | -    | -    | 14 453 | 14 517 | 14 751 | 14 522 | 14 542 |